# Тарас Губицький
Тарас Губицький (17 квітня 1908 р., Дрогобич — 14 серпня 1974 р., Детройт) — діяч української діаспори в Канаді, відомий скрипаль, дириґент, музикознавець, композитор, педагог і громадський діяч.
Тарас Губицький народився 17 квітня 1908 року в м. Дрогобичі. Коли дитині виповнилось 2 роки родина емігрувала в Канаду і оселилася у м. Вінніпеґ. Тут Тарас розпочав музичну освіту: опановує  гру на  скрипці у професора Вотергавз. Музичні здібності мали також і інші члени родини Губицьких: сестра Луція закінчила Королівську академію в Лондоні (де працювала  викладачем теорії музики та гармонії); брат Богдан був успішним скрипалем; сестра Гонора була доброю піаністкою, акомпонувала М.Голинському та конкурувала з Любкою Колессою. Його дружина Сюзанна також  володіла грою на фортепіано.
Перший сольний концерт Т.Губицького відбувся восени 1923-го. Талант юнака отримав визнання впродовж 1921—1924 рр. він шість разів ставав переможцем різних музичних фестивалів і конкурсів. Професійну музичну освіту Тарас здобув у Королівській музичній академії в Лондоні (випуск  1927 р.; диплом доктора музикознавства). Після цього музикант повертається до Вінніпеґу і розпочинає активну багатогранну діяльність. «Про музичну діяльність нашого музики в Канаді, — писав музикознавець Василь Витвицький, — можна сказати, що вона була жвавою, до краю наповненою та багатогранною. Роз'їзди із сольними виступами по Західній Канаді, праця з хорами, між іншим, із церковним хором і хором товариства „Просвіта“, виступи на радіо, влаштування музично-театральних вистав, зокрема „Вечорниць“ П. Ніщинського, — це неповний перелік проявів його активності».
В 1927 р. Т.Губицький організовує турне містами та містечками Західної Канади (тривалістю пів року). Також його запросили на посаду концертмейстера оркестру «Корал енд Оркестрал Ассошиейшн» у Вінніпезі. Водночас співпрацює з церковним хором та  хором і оркестром при інституті «Просвіта».
Під керівництвом мистця ці колективи були активними учасниками концертного життя і брали участь в концерті 4 листопада 1933-го в Українському народному домі з нагоди Соборності України; в 1935—1936 рр. акомпонували до вистави «Вечорниці» П. Ніщинського, «Невольник» І. Тобілевича та опери «Коза Дереза» М. Лисенка. Цікавим фактом є творчий тандем композитора і його дружини-художниці, яка малювала декорації до цих вистав.
У 1932 р. на запрошення М.Шустакевича керує струнним ансамблем при Детройтському українському радіо WJLB. В 1937 р. переїжджає на постійне місце проживання в Детройт. Саме тут його талант проявився в повній силі: керував церковним хором при церкві Св. Іоанна Хрестителя, був першою скрипкою камерного квартету Зігля, увійшов до складу Детройтського симфонічного оркестру, грав на альті в струнному квартеті «Детройт Мюзік Гілд», обіймав професорську посаду в «Детройт Консерваторі оф Мюзік», виступав з сольними програмами, викладав у приватній музичній школі, керував музичним відділом Детройтського радіо, виступав як музичний рецензент. Проявив також неабиякі організаторські здібності: зініціював створення Детройтського струнного оркестру. Цей оркестр — непересічне явище в музичому житті міста, адже всі його концерти і диригентська діяльність Губицького отримала лише схвальні відгуки у пресі. Так, про концерт, що мав відбутися 30 травня 1947 року в залі Українського народного дому, у газеті «Свобода» від 23 травня того року повідомлялося: «Український симфонічний оркестр із 27 музиків, зложений із членів „Детройт Симфоні Орхестра“ і кількох найкращих українських музикантів, під батутою українського дириґента Тараса Губицького виконає визначні українські симфонічні твори: „Сюїту“ П. Печеніги-Углицького, „Селекцію українських народніх мелодій“ Леопольда Годовського, „Великодні дзвони з України“ С. Вотиченка, селекцію з опери „Запорожець за Дунаєм“ та інші». На той час в оркестрі Тараса Губицького було понад 60 молодих талановитих музикантів, а його репертуар містив твори відомих композиторів-класиків Баха, Генделя, Моцарта, Вівальді, Бортнянського, Ґріґа, Брамса, Шопена, Штрауса, Ліста та твори українських композиторів.
Ще одна сторінка зацікавлень Т.Губицького — камерна музика. Навколо нього гуртувалися скрипалі, віолончелісти, альтисти і разом вони творили камерні тріо, квартети. Їх можна було почути на сцені Літературно-мистецького Клубу Детройта. Про високу виконавську майстерність таких імпровізованих ансамблів свідчить репертуар, у якому поруч з найкращими зразками зарубіжної класики звучав Квінтет Д.Бортнянського.
Попри велику зайнятість знаходить час для підтримки зв'язків з музичним життям в діаспорі та в Україні. Важливо, що він не тільки нав'язує контакти з музикантами, але й організовує діяльну допомогу: коли дізнався про фінансові труднощі журналу «Українська музика» у Львові (редакційний склад якого працював без заробітної плати), тут же забезпечив для нього 80 передплатників.
Ще одна сторінка діяльності мистця, організація осередків української музичної культури у Детройті: засновує український симфонічний оркестр та приватну музичну школу (1942 р.), через яку пройшли сотні молодих музикантів. Єдиний жаль Губицького — те, що в його музичній школі було дуже мало українців. Також популяризував українську музику: розшукував ноти чи записи творів українських композиторів і виконував, з яких складалися програми сольних концертів. Яскравий творчий шлях багатогранного мистця обірвався несподівано 14 серпня 1974 року.